# Kannonkoski
Kannonkoski är en kommun i landskapet Mellersta Finland. Kommunen gränsar mot Karstula i väster, Kivijärvi i norr, Viitasaari i nordost, Äänekoski i sydost samt Saarijärvi i söder . Kannonkoski har 1 311 invånare och är enspråkigt finskt. Kommunen har en yta på 549,88 km², varav landarealen är 445 km².

## Historia
Kannonkoski kommun grundades 1934.

## Politik

### Mandatfördelning i Kannonkoski kommun, valen 1976–2021
| 3 | 5 | 1 | 10 | 2 |

| 3 | 5 | 2 | 9 | 2 |

| 2 | 5 | 3 | 10 | 1 |

| 2 | 4 | 2 | 11 | 2 |

| 6 | 1 | 9 | 1 |

| 5 | 10 | 2 |

| 4 | 11 | 2 |

| 4 | 12 | 1 |

| 11 | 6 |

| 5 | 10 | 2 |

| 13 | 4 |

| 4 | 1 | 11 | 1 |

| 13 | 4 |

| 3 | 2 | 8 | 2 |

| 9 | 6 |

| 5 | 2 | 6 | 2 |

| 10 | 5 |

## Demografi

### Befolkningsutveckling
| Befolkningsutvecklingen i Kannonkoski kommun 1975–2020                                                       | Befolkningsutvecklingen i Kannonkoski kommun 1975–2020 | Befolkningsutvecklingen i Kannonkoski kommun 1975–2020 | Befolkningsutvecklingen i Kannonkoski kommun 1975–2020 | Befolkningsutvecklingen i Kannonkoski kommun 1975–2020 |
| --- | ------------------------------------------------------ | ------------------------------------------------------ | ------------------------------------------------------ | ------------------------------------------------------ |
| |                                                        |                                                        |                                                        |                                                        |
| År |                                                        |                                                        | Folkmängd                                              |                                                        |
| 1975 | 1975                                                   |                                                        | 2 376                                                  |                                                        |
| 1980 | 1980                                                   |                                                        | 2 201                                                  |                                                        |
| 1985 | 1985                                                   |                                                        | 2 084                                                  |                                                        |
| 1990 | 1990                                                   |                                                        | 1 947                                                  |                                                        |
| 1995 | 1995                                                   |                                                        | 1 857                                                  |                                                        |
| 2000 | 2000                                                   |                                                        | 1 741                                                  |                                                        |
| 2005 | 2005                                                   |                                                        | 1 627                                                  |                                                        |
| 2010 | 2010                                                   |                                                        | 1 577                                                  |                                                        |
| 2015 | 2015                                                   |                                                        | 1 462                                                  |                                                        |
| 2020 | 2020                                                   |                                                        | 1 323                                                  |                                                        |
| Anm: Uppgifterna avser förhållandena den 31 december nämnda år enligt områdesindelningen den 1 januari 2022. |                                                        |                                                        |                                                        |                                                        |

### Språk
Befolkningen efter språk (modersmål) den 31 december 2022. Finska, svenska och samiska räknas som inhemska språk då de har officiell status i landet. Resten av språken räknas som främmande. För språk med färre än 10 talare är siffran dold av Statistikcentralen på grund av sekretesskäl. För Kannonkoski kommun betyder det att inget främmande språk framgår i tabellen på grund av för få antal talare.
| Språk                        | Talare 2022-12-31 | Talare 2022-12-31 |
| Språk                        | Antal             | Andel (%)         |
| ---------------------------- | ----------------- | ----------------- |
| Hela befolkningen            | 1 269             | 100,0             |
| Inhemska språk totalt        | 1 246             | 98,2              |
| Finska                       | 1 245             | 98,1              |
| Svenska                      | 1                 | 0,1               |
| Främmande språk totalt       | 23                | 1,8               |
| Språk med färre än 10 talare | 23                | 1,8               |

|  | Finska (98,1 %) |

|  | Svenska (0,1 %) |

|  | Främmande språk (1,8 %) |

|  | Finska (98,1 %) |

|  | Svenska (0,1 %) |

|  | Främmande språk (1,8 %) |